# Robson Green
Robson Green, född 18 december 1964 i Hexham i Northumberland, är en engelsk skådespelare, sångare, låtskrivare och programledare. Bland Greens mest framgångsrika roller märks polisen Dave Creegan i I ondskans närhet (1997–1999), den kliniske psykologen Tony Hill i Mord i sinnet (2002–2008) och kriminalkommissarien Geordie Keating i Grantchester (2014– ).

## Biografi
Robson Green föddes i Hexham i norra England 1964 och bor i Newcastle. Han kommer från en släkt där de flesta arbetat inom gruvindustrin. Han började sitt yrkesliv på ett kontor på ett båtvarv, men efter fem år bytte han yrkesbana och började ägna sig åt teater, med början på Newcastle Live Theater.
Green är gift för andra gången och har en son med sin nya fru. Han har dyslexi och har missat flera teaterkontrakt på grund av det.
Green har också gjort karriär inom musikbranschen, i duon Robson & Jerome, tillsammans med Jerome Flynn. De har bland annat spelat in en cover på Unchained Melody, med vilken de låg etta på den engelska listan i sju veckor.

## Filmografi (i urval)
- Soldier, Soldier (TV-serie) 1991–1995
- Prinsen och livvakten (TV-serie) 1997
- I ondskans närhet (TV-serie) 1997, 1998, 1999
- Reckless (TV-serie) 1998
- Rocket-Man (TV-serie) 2005
- Mord i sinnet (TV-serie) 2002–2008
- Extreme Fishing with Robson Green (TV-serie) 2008–2011
- Waterloo Road (TV-serie) 2011
- 2011 – Being Human (TV-serie)
- Robson's Extreme Fishing Challenge (TV-serie) 2012–2014
- Strike Back (TV-serie) 2013–2015
- Tales from Northumberland with Robson Green (TV-serie) 2013–2016
- Grantchester (TV-serie) 2014–
- 2025 – Dödlig lek (TV-serie)